# Werner Tübke
 (novembre 2016).
Si vous disposez d'ouvrages ou d'articles de référence ou si vous connaissez des sites web de qualité traitant du thème abordé ici, merci de compléter l'article en donnant les références utiles à sa vérifiabilité et en les liant à la section « Notes et références ».
Werner Tübke, né à Schönebeck (Elbe) le 30 juillet 1929 et mort le 27 mai 2004 à Leipzig, est un peintre et dessinateur allemand. Sa carrière s'est pour l'essentiel déroulée en RDA. Il a été un des fondateurs de l'École de Leipzig. Reconnu comme l'un des plus importants artistes est-allemands, il a fait figure de peintre officiel du régime tout en entretenant avec lui des relations ambigües, étant à plusieurs reprises suspecté de non-conformisme. Il reste avant tout célèbre pour son gigantesque Panorama de la Guerre des paysans exposé à Bad Frankenhausen.

## Biographie
Werner Tübke naît le 30 juillet 1929 à Schönebeck (Elbe).
Dès 1940, à peine âgé de onze ans, Werner Tübke reçoit des leçons particulières de dessin à Magdebourg. Son adolescence se déroule dans les années de guerre, où il suit ses études secondaires tout en se livrant à sa passion pour le dessin. Reçu à l'Abitur en 1947, il entre l'année suivante à l'École supérieure d'arts graphiques de Leipzig (Hochschule für Grafik und Buchkunst Leipzig, HGB) et fréquente en même temps le Cercle de Schönebeck, animé par la sculptrice Katharina Heise. En 1950, il s'inscrit pour un cycle de formation artistique à l'Institut Caspar David Friedrich de l'Université de Greifswald, d'où il sort en 1953 avec un diplôme d'État.
D'abord engagé comme collaborateur à la Maison de l'art populaire de Leipzig, il entame en 1954 une carrière d'artiste indépendant. En 1956-1957, il revient à la HGB comme assistant, mais en est exclu en raison de ses conceptions assez éloignées du réalisme socialiste. Toutefois, dès 1958, il remporte un concours pour l'exécution à l'Interhotel Astoria de Leipzig d'une immense peinture murale, Les Cinq Continents, où s'affirme son style symboliste particulier.
Son talent, et sa manière où deviennent de plus en plus évidentes les références à la peinture germanique de la Renaissance (Matthias Grünewald, Albrecht Dürer, Lucas Cranach, Jérôme Bosch) lui valent dès lors une notoriété croissante, mais aussi des critiques de la part des représentants du régime, malgré la loyauté qu'il affiche envers celui-ci. Il est réengagé comme assistant à la HGB, devient chargé de cours en 1964. En 1968, les autorités cherchent à l'exclure, mais doivent y renoncer devant les protestations des étudiants. Entre 1970 et 1973 il exécute une grande peinture murale pour l'Université Karl Marx de Leipzig intitulée Classe ouvrière et intelligentsia. Entre-temps il fait des voyages pour étudier les maîtres de la Renaissance et du baroque maniériste en Italie, et y expose, remportant même une médaille d'or à la Biennale de Florence.

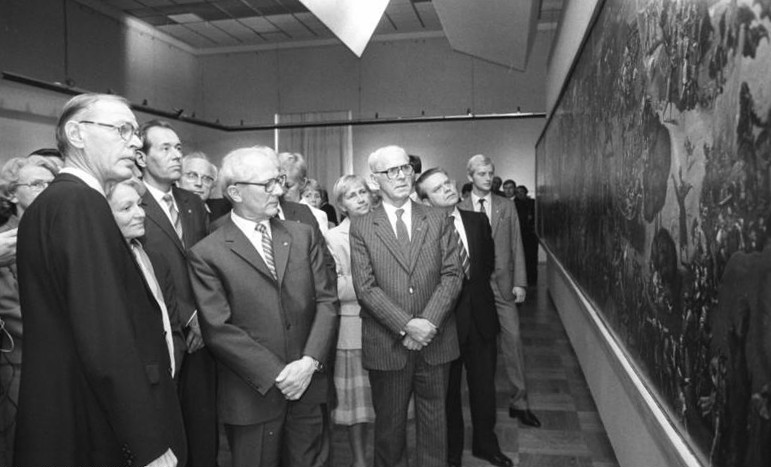
Werner Tübke (à gauche) présente le Panorama de la Guerre des paysans dans sa version 1/10 à Erich Honecker (1982).

Nommé professeur en 1972, il assure entre 1973 et 1976 les fonctions de recteur de la HGB de Leipzig. Puis il revient à la pratique picturale indépendante, met en chantier en 1976 son grand œuvre, le Panorama de la Guerre des paysans, qui l'occupera avec toute une équipe d'artistes pendant plus de dix ans, non sans interruptions car à cette époque le privilège lui est consenti de voyager où il veut, en Italie avant tout, mais jusqu'aux États-Unis. En Allemagne de l'Ouest sa popularité grandit à cette époque, dans la mesure où sa fidélité à la rigueur du dessin des anciens maîtres rencontre l'esprit post-moderne qui s'affirme dans les années 1980.
Il est membre de l'Académie des arts de 1983 à 1992.
La disparition de la RDA en 1989 (die Wende) marque l'entrée de Tübke dans une semi-retraite, mais lui inspire aussi des œuvres où transparaît un désenchantement ironique, comme Der alte Narr ist tot (« Le Vieux Fou est mort »). Parmi ses dernières grosses commandes, citons des décors surréalistes pour l'opéra Der Freischütz de Weber donné à Bonn en 1993, et un grand retable pour l'église baroque Saint-Sauveur de Clausthal-Zellerfeld (Basse-Saxe), livré en 1997.